# Eparchia di Idukki
L'eparchia di Idukki (in latino Eparchia Idukkensis) è una sede della Chiesa cattolica siro-malabarese in India suffraganea dell'arcieparchia di Ernakulam-Angamaly. Nel 2021 contava 266.460 battezzati su 785.000 abitanti. È retta dall'eparca John Nellikunnel.

## Territorio
L'eparchia estende la sua giurisdizione sui fedeli della Chiesa cattolica siro-malabarese in una parte del distretto di Idukki nello stato indiano del Kerala.
Sede eparchiale è la città di Idukki. La cattedrale di San Giorgio si trova nella località di Vazhathope.
Il territorio, in gran parte montuoso, è suddiviso in 157 parrocchie, raggruppate in 10 protopresbiterati.

## Storia
L'eparchia è stata eretta il 19 dicembre 2002 con la bolla Maturescens Catholica di papa Giovanni Paolo II, ricavandone il territorio dall'eparchia di Kothamangalam.

## Cronotassi dei vescovi
Si omettono i periodi di sede vacante non superiori ai 2 anni o non storicamente accertati.
- Mathew Anikuzhikattil † (15 gennaio 2003 - 12 gennaio 2018 ritirato)
- John Nellikunnel, dal 12 gennaio 2018

## Statistiche
L'eparchia nel 2021 su una popolazione di 785.000 persone contava 266.460 battezzati, corrispondenti al 32,7% del totale. Secondo il sito diocesano i cattolici dell'eparchia sono profondamente devoti e osservanti e la percentuale dei praticanti domenicali è del 95%.
| anno | popolazione | popolazione | popolazione | presbiteri | presbiteri | presbiteri | presbiteri                | diaconi | religiosi | religiosi | parrocchie |
| anno | battezzati  | totale      | %           | numero     | secolari   | regolari   | battezzati per presbitero | diaconi | uomini    | donne     | parrocchie |
| ---- | ----------- | ----------- | ----------- | ---------- | ---------- | ---------- | ------------------------- | ------- | --------- | --------- | ---------- |
| 2004 | 255.000     | 745.000     | 34,2        | 103        | 67         | 36         | 2.475                     |         | 102       | 1.250     | 119        |
| 2006 | 396.010     | 750.805     | 52,7        | 115        | 78         | 37         | 3.443                     |         | 117       | 1.301     | 126        |
| 2009 | 261.750     | 760.350     | 34,4        | 173        | 115        | 58         | 1.513                     |         | 112       | 785       | 141        |
| 2013 | 262.622     | 763.855     | 34,4        | 193        | 138        | 55         | 1.360                     |         | 116       | 888       | 151        |
| 2016 | 266.600     | 785.000     | 34,0        | 573        | 238        | 335        | 465                       |         | 350       | 956       | 155        |
| 2019 | 266.500     | 814.385     | 32,7        | 724        | 263        | 461        | 368                       |         | 468       | 924       | 156        |
| 2021 | 266.460     | 785.000     | 33,9        | 679        | 246        | 433        | 392                       |         | 440       | 955       | 157        |